# تأثير تردد الكلمة
تأثير تردد الكلمة (بالإنجليزية: word frequency effect) هو ظاهرة نفسية تكون فيها فترات إدراك الكلمات أسرع للكلمات المصادفة بتكرار أكثر مقارنة بالأقل تكرارًا. يعتمد تردد الكلمات على إدراك الأفراد للغة المختبرة، يمكن أن تمتد هذه الظاهرة إلى حروف مختلفة من الكلمة في اللغات اللاأبجدية مثل الصينية.
تعتبر الكلمة ذات تردد عالٍ إذا كان استخدامها شائعًا في الكلام اليومي، مثل الكلمة الإنجليزية «the». تعتبر الكلمة ذات تردد منخفض إذا كان استخدامها غير شائع، مثل كلمة «ضنك (بالإنجليزية: strait )».  تملك بعض اللغات مثل الصينية مستويات متعددة من الكلام اليومي تؤثر على تردد الكلمات. يوجد تردد على مستوى الحرف أو مستوى الكلمة. يوجد تأثير للتردد أيضًا على مستوى قواعد الكتابة. تستفيد الكلمات قليبة التردد من التكرار المفرد أكثر من الكلمات مرتفعة التردد.

## طرائق قياس تأثير تردد الكلمة
تراقب معظم الدراسات تأثير تردد الكلمة باستخدام معلومات تتبع حركة العين. عندما تكون الكلمة ذات تردد مرتفع، يثبّت القارئ بصره عليها لفترة زمنية أقل. في إحدى الدراسات، سُجلت حركات عين المشاركين عندما ألقوا نظرة على منبهات جملة وحيدة لكلمات ذات صلة بالموضوع.  يستخدم الباحثون متعقب العين آيلينك لتسجيل حركات عيون المشاركين. وُجد أن وقت القراءة أطول عند التركيز على الاستيعاب بسبب زيادة متوسط فترات الثبيت البصري. بينت النتائج الحاجة إلى تثبيت بصري أطول على النص عند القراءة من أجل الاستيعاب بدلًا من إلقاء نظرة على كلمات معينة.
استخدمت الطريقة الثانية تخطيط أمواج الدماغ (إي إي جي) لقياس تأثير تردد الكلمة. تختلف النتائج المجموعة عند استخدام إي إي جي تبعًا لسياق الكلمة. أظهرت الكلمات مرتفعة التردد أو المتوقعة انخفاضًا في استجابة إن 400 عند بداية الجملة. وجدت الدراسة أن الكلمات المعهودة تظهر انخفاضًا في سعة إن400 ولكنها لم تجد تأثيرًا مهمًا للتردد. يحتاج معرفة تأثير التردد على معلومات إي إي جي المزيد من الأبحاث.
الطريقة الثالثة المستخدمة في قياس تأثير تردد الكلمة هي زمن الاستجابة. يُستخدم زمن الاستجابة عند القراءة بصوتٍ عالٍ خاصةً. يلفظ المشاركون فيها كلمات مختلفة التردد أسرع ما يمكن. تُقرأ الكلمات مرتفعة التردد أسرع من الكلمات منخفضة التردد.

## التطبيقات الواقعية

### الكلمات المكتوبة

#### تأثير الحرف البارز (إل سي إف)
في بعض اللغات، تُستخدم أحرف معينة بتردد أكثر من غيرها. من الأمثلة على الأحرف الأكثر ترددًا في اللغة الإنجليزية أحرف العلة، وإم، وأر، وإس، وتي..الخ. في لغات أخرى مثل الصينية، تكون الأحرف عبارة عن مقطع صرفي (مورفيم) والتي تعتبر كلمات مفردة. تُشكل أكثر من 100.000 كلمة في الصينية من نفس ال5000 أحرف.  وبمجرد معالجة الأشخاص للحرف الأول من الكلمة، يقومون بتوقع ذهني للكلمة قبل قراءة بقية الأحرف. إذا كانت تشير الأحرف وبقية المعلومات المعالجة إلى أن الكلمة قصيرة ومعروفة، يميل القارئ أكثر إلى تجاهل الكلمة كاملة.
قد يكون تردد الكلمة عند القراءة أكثر أهمية من تردد الكلمة بالمجمل. في دراسة تبحث في اللغة الصينية، كانت فترات الاستجابة للكلمات المستهدفة التي حروفها الأولى مرتفعة التردد أقصر من تلك التي حروفها الأولى قليلة التردد عند ذكر الكلمة الصينية البسيطة. عند اتخاذ قرار مفرداتي، تأخذ الكلمات المستهدفة مرتفعة إل إس أف وقتًا أطول في الاستجابة من منخفضة إل إس إف. من الأمثلة على الأحرف مرتفعة التردد في اللغة الصينية الحرف الذي يستخدم للعائلة (家) والذي يظهر قبل العديد من الأحرف الأخرى. تُدار هذه التأثيرات من خلال إمكانية توقع الكلمات التالية وإمكانية توقع أيضًا الكلمة المستهدفة عند إعطاء الكلمة السابقة لها. ينتج عن الكلمات المحيطة التي تكون مرتفعة التواترأيضًا استجابات أسرع خاصة عندما تكون الكلمة المستهدفة مرتفعة التواتر مقارنة بالكلمات منخفضة التواتر.